# 米康 (加利福尼亞州)
米康（英語：Mikon）是位於美國加利福尼亞州優洛縣的一個非建制地區。該地的面積和人口皆未知。

## 地理
米康的座標為38°35′15″N 121°32′18″W / 38.58750°N 121.53833°W，而該地的平均海拔高度為7米（即23英尺）。